# Tortula Cove
Die Tortula Cove ist eine kleine Bucht an der Nordküste Südgeorgiens. Sie liegt südlich des Mai Point auf der Ostseite der Maiviken, einer Nebenbucht der Cumberland Bay.
Teilnehmer der Schwedischen Antarktisexpedition (1901–1903) unter der Leitung Otto Nordenskjölds nahmen eine grobe Vermessung dieser Bucht vor. Genauere Vermessungen erfolgten 1929 durch Wissenschaftler der britischen Discovery Investigations und 1951 durch den Falkland Islands Dependencies Survey. Das UK Antarctic Place-Names Committee benannte sie nach dem Drehzahnmoos der Art Tortula robusta, welches das Ufer der Bucht bewächst.